# Azawagh

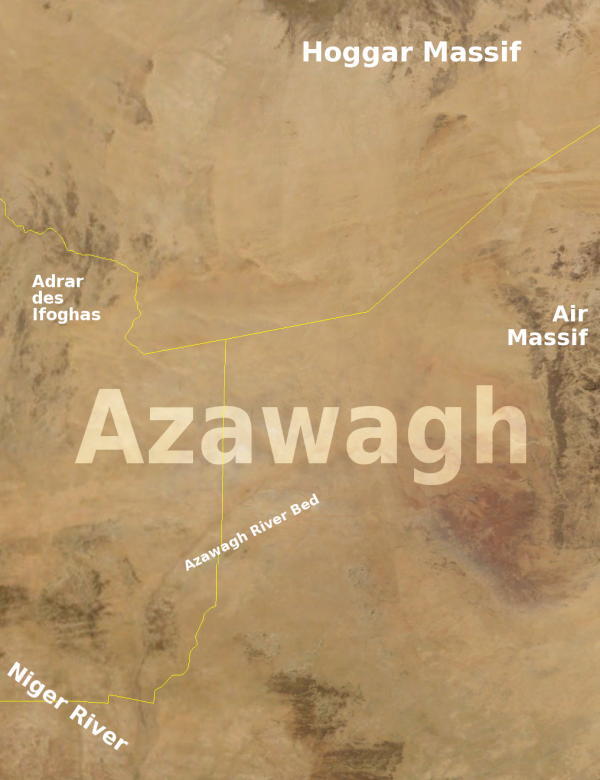
La cuenca de Azawagh y las características geográficas circundantes, como se ve desde el espacio. Las líneas amarillas indican fronteras internacionales.

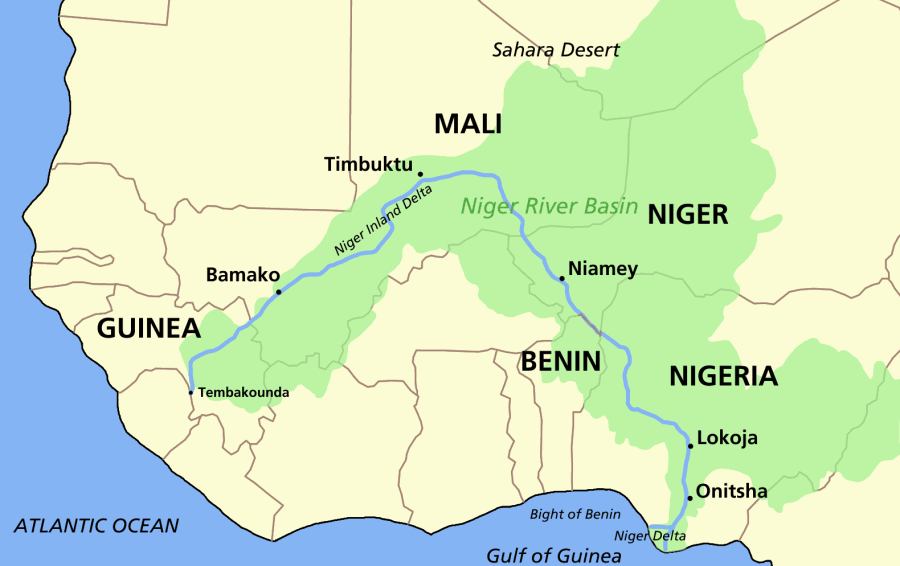
El Azawagh forma las secciones del noreste de la cuenca del río Níger, aunque hoy el río Azawagh está seco y el área se alimenta de ríos subterráneos estacionales en el mejor de los casos.

El Azawagh (alias Azaouagh o Azawak ) es una cuenca seca que cubre lo que hoy es el noroeste de Níger, así como partes del noreste de Malí y el sur de Argelia . El Azawagh está formado principalmente por llanuras sahelianas y saharianas y tiene una población predominantemente tuareg y árabe, con importantes minorías bouzou y wodaabe y una reciente afluencia de hausa y zarma . 

## Nombre
La palabra tuareg azawaɣ significa "sabana". Se cree que Azawad, un término utilizado para la parte del norte de Malí reclamada por el movimiento rebelde tuareg Movimiento Nacional para la Liberación de Azawad, es una corrupción árabe de "Azawagh".

## Geografía
El Azawagh se refiere a la cuenca estructural seca, que una vez llevó un afluente norte del río Níger, el río Azawagh, conocido como Dallol Bosso más al sur. El río, que corría unos 1,6 kilómetros (1 mi)   en tiempos prehistóricos, se secó después del Neolítico Subpluvial y creó una cuenca de unos 420 kilómetros cuadrados (162,2 mi²)     . Su valle, que los geólogos llaman la cuenca de Iullemmeden, está bordeado por las montañas Hoggar y sus estribaciones en el norte, las montañas Aïr en el este y Adrar des Ifoghas en el oeste. La roca madre de la región es caliza y arcilla del Cretáceo / Paleoceno, que fue cortada por la erosión y cubierta por arena eólica en el Tarantiense .
En términos ecológicos, la cuenca de Azawagh se divide, de norte a sur, en una zona sahariana, saheliana y sudanesa del norte (en referencia a la región geográfica).
En Níger, Azawagh generalmente incluye las ciudades de Abalagh (Abalak), In Tibaraden ( Tchin-Tabaraden ), Tiliya, In Gal y Tabalaq, un pueblo donde se encuentra el único lago de la región. 

## Historia
La ocupación humana de Azawagh se remonta al 4500 a. C., con evidencia de la cría de ganado a partir del 3200 a. C. Desde este período hasta aproximadamente el año 1500 a. C., la región también apoyó la gran fauna, incluidos los peces de agua, los hipopótamos y los elefantes .
Se ha encontrado evidencia de trabajo con cobre en Tekebrine que data del 1600 a. C. Alrededor de este tiempo, las condiciones climáticas empeoraron, y los pueblos sudaneses de la región fueron reemplazados por bereberes que construyeron túmulos .
El Islam llegó a las montañas de Aïr occidental a través del suroeste de Libia en el siglo VIII. La región fue invadida y colonizada por los franceses a principios del siglo XX. Tras los movimientos de independencia de Argelia, Malí y Níger, y la correspondiente salida de los franceses, la región se dividió entre estas tres naciones. 
Durante los años setenta y ochenta, una serie de sequías obligó a un número cada vez mayor de población nómada de la región a aldeas y pueblos. Las sequías también provocaron una rebelión de la población tuareg de la región, con grupos como el Frente para la Liberación de Aïr y Azaouak y el Frente de Liberación Temoust que se rebelaron contra el gobierno nigerino, mientras que el Frente Árabe Islámico de Azawad, Movimiento Popular para el Liberación de Azawad, el Ejército de Liberación Revolucionario de Azawad y el Frente de Liberación Popular de Azawad se opusieron al gobierno de Malí.

## Población
A pesar de ser del tamaño de Austria, la porción nigeriana de Azawagh tenía una población de solo 85,000 personas a partir de 2003.
El área está dominada por los Kel Tamashek pueblos, así como algunas tribus árabes ancestrales nómadas incluyendo los hablantes de Hassaniyya  (también llamado Azawagh árabes, que no debe confundirse con el de Níger Árabes Diffa ). El Azawagh es el centro de la Federación Iwellemeden Kel Denneg . La región también tiene una población nómada de Bororo Fulani y una minoría sustancial de Bouzou, anteriormente una casta de esclavos tuareg. En los últimos años, varios Hausa y Zarma se han establecido en la región, principalmente como funcionarios y comerciantes del gobierno.